# 日バラ8
『日バラ8』（にちバラエイト）は、2021年4月4日から2022年3月27日までフジテレビ系列で毎週日曜の20:00 - 21:54（JST）に放送されていたバラエティ番組を中心とした単発特別番組枠。全33回。

## 概要
『日曜ファミリア』→『ニチファミ!』→『日曜THEリアル!』→『日曜ワンダー!』の流れを汲む総合単発エンタメ枠。フジテレビは、「8から始まる」というテーマの2021年4月の改編から、本番組の放送を開始させる事を発表。家族そろって楽しめる明るいバラエティ番組を編成してきた。
2022年4月以降は日曜20時から『千鳥の鬼レンチャン』、同21時から『呼び出し先生タナカ』がそれぞれ放送開始するため、2015年10月の『日曜ファミリア』から2度の休止期間をはさみながら継続した日曜ゴールデン単発枠は廃枠となり、『日曜ファミリア』から続いた7年間の歴史に幕を閉じた。また、この枠で放送してきた単発バラエティ等の企画は、『土曜プレミアム』枠で放送されている。

## 放送内容
| 2021年（令和3年） | 2021年（令和3年） | 2021年（令和3年）                                           | 2021年（令和3年） | 2021年（令和3年）                                                                                       | 2021年（令和3年）          |
| 回                | 放送日            | タイトル/作品                                               | 主な司会/出演者 | アナウンサー/ナレーター                                                                                 | 備考                       |
| ----------------- | ----------------- | ----------------------------------------------------------- | --- | --- | -------------------------- |
| 1                 | 4月4日            | 逃走中 まる子大捜索指令                                     | 井上瑞稀、河合郁人（A.B.C-Z）、佐々木彩夏（ももいろクローバーZ）、 せいや（霜降り明星）、高城れに（ももいろクローバーZ）、髙橋ひかる、武尊、戸塚祥太（A.B.C-Z）、中澤佑二、浪川大輔、濱口優（よゐこ）、HIMAWARIちゃんねる、藤川球児、本田紗来、本田望結、ミキ、見取り図 CGドラマ：足立梨花 | ナレーター：マーク・大喜多 声の出演：TARAKO、渡辺菜生子、菊池正美                                       | [ 注 5 ] [ 注 6 ] [ 注 7 ] |
| 2                 | 4月18日           | 爆買い☆スター恩返し                                         | 田村淳（ロンドンブーツ1号2号）、河合郁人（A.B.C-Z）、あばれる君、澤部佑（ハライチ）、川島明（麒麟）、大久保佳代子（オアシズ） | | [ 注 5 ] [ 注 8 ]          |
| 3                 | 4月25日           | 一般人、全員笑わせたら勝ち!PIKOOOON                         | 司会：加藤浩次 アシスタント：矢作兼（おぎやはぎ） ゲスト：観月ありさ 成田凌 チョコレートプラネット かまいたち | 進行：宮司愛海（フジテレビアナウンサー）                                                                |                            |
| 4                 | 5月16日           | 超水上サバイバルオチルナ!                                   | 司令官：若林正恭（オードリー） プレイヤーリーダー：春日俊彰（オードリー） | ナレーター：中井和哉                                                                                    |                            |
| 5                 | 5月23日           | いきなり日本を笑わせろ!                                     | 阿佐ヶ谷姉妹、インポッシブル、おいでやすこが、蛙亭、カミナリ、くっきー!（野性爆弾）、ザ・マミィ、シソンヌ、ジャングルポケット、ゾフィー、チョコレートプラネット、土佐兄弟、ニューヨーク、ネルソンズ、ハナコ、ヒコロヒー、マヂカルラブリー、みかん、ゆりやんレトリィバァ、吉住、吉村崇（平成ノブシコブシ） | |                            |
| 6                 | 6月06日           | 超ド級!世界のありえない映像大賞10                           | 審査委員長：市川猿之助 審査委員：今市隆二（三代目 J SOUL BROTHERS from EXILE TRIBE）、小峠英二（バイきんぐ）、高橋真麻、生見愛瑠、山下健二郎（三代目 J SOUL BROTHERS from EXILE TRIBE） | 進行：榎並大二郎（フジテレビアナウンサー） 杉原千尋（フジテレビアナウンサー）                           |                            |
| 7                 | 6月27日           | アンタッチャブルのおバカワいい映像バトル                    | 司会：アンタッチャブル スタジオゲスト：池田美優 内田篤人 小峠英二（バイきんぐ） 生見愛瑠 | 進行：山﨑夕貴（フジテレビアナウンサー）                                                                | [ 注 5 ]                   |
| 8                 | 7月04日           | 千鳥の鬼レンチャン                                          | 司会：千鳥、かまいたち ゲスト：愛内里菜、丘みどり、華原朋美、徳永ゆうき、河合郁人（A.B.C-Z）、稲田直樹（アインシュタイン）、Mr.シャチホコ | 声の出演：ユースケ（ダイアン） ナレーター：垂木勉                                                       | [ 注 5 ] [ 注 9 ]          |
| 9                 | 7月25日           | 超ド級!世界のありえない最強映像                             | 岡本玲、川島明（麒麟）、川田裕美、白濱亜嵐、DAIGO | 進行：榎並大二郎（フジテレビアナウンサー）、杉原千尋（フジテレビアナウンサー）                          |                            |
| 10                | 8月01日           | 鬼旨ラーメンGP 人気芸人50人が爆食い調査!真夏の2時間SP       | ギャル曽根、川村エミコ（たんぽぽ）、西村瑞樹（バイきんぐ）、フワちゃん、東京ホテイソン、沙羅、吉住、パンサー、エイトブリッジ、春日俊彰（オードリー）、平野ノラ、薄幸（納言）、ハナコ、平子祐希（アルコ&ピース）、ネルソンズ、おいでやすこが、渡辺満里奈、きつね、岡野陽一、おかずクラブ、柴田英嗣（アンタッチャブル）、やす子、トム・ブラウン、平成ノブシコブシ、ザ・マミィ、安藤なつ（メイプル超合金）、見取り図、アインシュタイン、ラランド、インディアンス、3時のヒロイン、マヂカルラブリー、REINA（MAX） | |                            |
| 11                | 8月08日           | 黄色いハンカチ突撃隊SP                                      | ヒロミ、若槻千夏、山崎弘也（アンタッチャブル、河合郁人（A.B.C-Z）、峯岸みなみ、佐竹桃華 | |                            |
| 12                | 8月15日           | 賞金維持サバイバル!1000万屋敷                               | EXIT、あばれる君、サンシャイン池崎、岡部大、尾形貴弘（パンサー） | ナレーター：デーモン閣下                                                                                |                            |
| 13                | 8月22日           | 逮捕の瞬間!警察24時 熱血刑事が執念の追跡!コロナ禍の大捜査SP | 司会：タカアンドトシ、岡田結実 | ナレーター：屋良有作・川上まり                                                                          | [ 注 5 ]                   |
| 14                | 9月05日           | 逃走中×ONE PIECE100巻記念コラボSP                           | 朝倉海、狩野英孝、小籔千豊、斉藤慎二（ジャングルポケット）、齊藤なぎさ（=LOVE）、佐藤寿人、タクヤ（超特急）、津田篤宏（ダイアン）、土屋アンナ、DJ KOO、トラウデン直美、浪川大輔、福田麻貴（3時のヒロイン）、もう中学生、渡邊美穂（日向坂46） CGドラマ：足立梨花 | ナレーター：マーク・大喜多 声の出演：田中真弓、岡村明美、山口勝平、中井和哉、平田広明、チョー、土師孝也 | [ 注 10 ]                  |
| 15                | 9月26日           | ドリフに大挑戦スペシャル                                    | ザ・ドリフターズ（高木ブー・仲本工事・加藤茶）、阿佐ヶ谷姉妹、アンミカ、飯尾和樹（ずん）、飯塚悟志（東京03）、磯山さやか、IKKO、遠藤憲一、カミナリ、カンニング竹山、ガンバレルーヤ、クリスタルケイ、劇団ひとり、澤部佑（ハライチ）、サンドウィッチマン、柴田英嗣（アンタッチャブル）、渋谷凪咲（NMB48）、純烈、DJ KOO 天童よしみ、浜口京子、深澤辰哉（Snow Man）、ほしのディスコ（パーパー） | | [ 注 5 ]                   |
| 16                | 10月10日          | 千鳥の対決旅                                                | 千鳥、秋山竜次（ロバート）、山本博（ロバート）、かまいたち、田中卓志、もう中学生、EXIT、マヂカルラブリー、ミルクボーイ | ナレーター：服部潤、鈴木芳彦、石本沙織                                                                  |                            |
| 17                | 10月17日          | サンドの日本一めんどくさ〜い料理店                          | 司会：サンドウィッチマン スタジオゲスト：IKKO、あばれる君、ギャル曽根、平愛梨 ロケ：あばれる君、飯尾和樹（ずん）、四代目市川猿之助、岡部大（ハナコ）、神田愛花、わらふぢなるお | 進行：山崎夕貴（フジテレビアナウンサー）                                                                |                            |
| 18                | 10月24日          | 戦闘中〜忍の逆襲〜                                          | アレックス・ラミレス、ウルフアロン、太田博久、片岡信和、加藤優、川西拓実（JO1）、しずちゃん（南海キャンディーズ）、せいや（霜降り明星）、髙藤直寿、津田篤宏（ダイアン）、ティモンディ、土井レミイ杏利、平子祐希（アルコ＆ピース）、 藤川球児、本並健治、豆原一成（JO1）、矢野聖人、横川尚隆、RENA | | [ 注 5 ]                   |
| 19                | 11月7日           | これが定番! 世代別ベストソング ミュージックジェネレーション | 司会：さまぁ〜ず ゲスト：なえなの、藤田ニコル、藤森慎吾（オリエンタルラジオ）、夏菜 | 進行：井上清華（フジテレビアナウンサー）                                                                |                            |
| 20                | 11月14日          | 超速シッポとりバトル!モノノケハント                         | 【チーム吉村】吉村崇（平成ノブシコブシ）、大沢樹生、王林（りんご娘） 【チームチョコプラ】チョコレートプラネット、菅井友香（櫻坂46） 【チームミキ】ミキ、峯岸みなみ 【チーム見取り図】見取り図、トラウデン直美 【チームJO1】河野純喜（JO1）、白岩瑠姫（JO1）、しずちゃん（南海キャンディーズ） 【チームアスリート】水谷隼、山中慎介、田中理恵 | |                            |
| 21                | 11月21日          | イタズラジャーニー                                          | かまいたち、チョコレートプラネット、渋谷凪咲（NMB48） | | [ 注 5 ] [ 注 11 ]         |
| 22                | 11月28日          | アンタッチャブルのおバカワいい映像バトル                    | 司会：アンタッチャブル スタジオゲスト：池田美優、IKKO、大西流星（なにわ男子）、小峠英二（バイきんぐ） VTRゲスト：尾形貴弘（パンサー）、紗栄子、松丸亮吾 | 山崎夕貴（フジテレビアナウンサー）                                                                      |                            |
| 23                | 12月12日          | 中居正広のプロ野球珍プレー好プレー大賞                      | 司会：中居正広 サブ司会：アンタッチャブル 審査員：徳光和夫（審査員長）、井森美幸、鷲見玲奈、伊達みきお（サンドウィッチマン）、藤川球児（元・阪神） ゲスト：新庄剛志（北海道日本ハム監督）、元木大介（巨人ヘッド&オフェンスチーフコーチ）、奥川恭伸（東京ヤクルト）、菊池涼介（広島東洋）、小園海斗（広島東洋）、塩見泰隆（東京ヤクルト）、杉本裕太郎（オリックス） | アシスタント：宮司愛海（フジテレビアナウンサー）                                                        |                            |
| 24                | 12月19日          | これが定番! 世代別ベストソング ミュージックジェネレーション | 司会：さまぁ〜ず ゲスト：城田優、SHELLY、藤田ニコル、ゆうちゃみ | 進行：井上清華（フジテレビアナウンサー）                                                                | [ 注 5 ]                   |

| 2022年（令和4年） | 2022年（令和4年） | 2022年（令和4年）                                             | 2022年（令和4年） | 2022年（令和4年）                                                                                           | 2022年（令和4年） |
| 回                | 放送日            | タイトル/作品                                                 | 主な司会/出演者 | アナウンサー/ナレーター                                                                                     | 備考              |
| ----------------- | ----------------- | ------------------------------------------------------------- | --- | --- | ----------------- |
| 25                | 1月16日           | 潜入!リアルスコープ                                           | 山里亮太（南海キャンディーズ）、岡部大（ハナコ）、王林（りんご娘）、曽田陵介、伊藤沙莉、浜辺美波 | 進行：山崎夕貴（フジテレビアナウンサー） VTR出演：井上清華（フジテレビアナウンサー） ナレーター：太田真一郎 | [ 注 5 ]          |
| 26                | 1月23日           | いきなり日本を笑わせろ!                                       | 阿佐ヶ谷姉妹、イチキップリン、インポッシブル、うるとらブギーズ、鬼越トマホーク、蛙亭、空気階段、くっきー!（野性爆弾）、小島よしお、ザ・マミィ、3時のヒロイン、タイムマシーン3号、チョコレートプラネット、錦鯉、ニューヨーク、ネルソンズ、ハナコ、ヒコロヒー、マヂカルラブリー、もう中学生、吉村崇（平成ノブシコブシ）、四千頭身 | |                   |
| 27                | 1月30日           | 街グルメをマジ探索!かまいまち                                 | 司会：かまいたち 審査員：白石麻衣、ウエンツ瑛士 プレゼンター：神田愛花、馬場典子、馬場ももこ、酒井美紀、中山忍、野呂佳代 | ナレーター：ゆりやんレトリィバァ                                                                            |                   |
| 28                | 2月6日            | 逮捕の瞬間!警察24時 犯人を逃がすな!スゴ腕刑事 執念の大追跡SP  | 司会：タカアンドトシ、岡田結実 専門家：佐々木成三（元：埼玉県警） | ナレーター：屋良有作、川上まり                                                                              | [ 注 5 ]          |
| 29                | 2月13日           | 妖怪ランキング大百科 鬼強い！鬼とヤバいもののけたちが大集合！ | 司会：劇団ひとり、アンタッチャブル ゲスト：小芝風花、吉村崇（平成ノブシコブシ）、丸山桂里奈、荒俣宏 | ナレーター：若本規夫                                                                                        | [ 注 5 ]          |
| 30                | 2月20日           | これが定番!世代別ベストアニメ エンタメジェネレーション        | 司会：さまぁ〜ず ゲスト：井上裕介（NON STYLE）、岩井勇気（ハライチ）、藤田ニコル、野口衣織（=LOVE） | 進行：井上清華（フジテレビアナウンサー）                                                                    |                   |
| 31                | 3月13日           | ガチャガチャの言う通り!!〜丸投げナインティナイン〜            | ナインティナイン、梅沢富美男、狩野英孝、具志堅用高、高地優吾（SixTONES）、小芝風花、高橋克実、錦鯉、ニューヨーク、浜口京子、本間朋晃、松下洸平、山田孝之 特別ゲスト：篠原涼子 | |                   |
| 32                | 3月20日           | 逃走中〜ハンターと偽ハンター〜                                | 朝日奈央、井上咲楽、井上裕介（NON STYLE)、イワクラ（蛙亭)、大橋和也（なにわ男子）、クロちゃん（安田大サーカス）、後上翔太（純烈）、五関晃一（A.B.C-Z）、佐藤流司、柴田英嗣（アンタッチャブル）、鈴木亜美、中澤佑二 、那須川天心、錦鯉、丹生明里（日向坂46）、林家三平、本田仁美（AKB48）、マヂカルラブリー、三浦孝太            | | [ 注 5 ]          |
| 33                | 3月27日           | 爆さまネプナイン                                              | 爆笑問題、さまぁ〜ず、ネプチューン、ナインティナイン | | [ 注 12 ]         |

## ネット局
- 前番組『日曜ワンダー!』と同様に、番組終盤の21:48 - 21:54はローカルセールス枠のため、フジテレビ以外の通常時フルネット局でも臨時に21:48で飛び降りとする[注 13]一方、通常時末尾6分除く同時ネット局でも臨時フルネットで放送する場合があった。
- 次番組の都合により飛び降り点は設けられず全局フルネットで放送される場合もあった。
- 本番組の時間帯が日本テレビ系列との同時ネット枠となっているテレビ大分（TOS、大分県）とテレビ宮崎（UMK、宮崎県。NNS非加盟で、FNN/NNN/ANNトリプルネット局。）は、『日曜ファミリア』・『ニチファミ!』・『日曜THEリアル!』・『日曜ワンダー!』と同様に、週末日中を中心に全編ローカルセールス枠での不定期放送で、一部番組は非ネット扱いとなっていた。

| 放送対象地域   | 放送局                    | 系列           | 放送時間           | ネット状況                   | ネット状況 |
| -------------- | ------------------------- | -------------- | ------------------ | ---------------------------- | ---------- |
| 関東広域圏     | フジテレビ（CX）          | フジテレビ系列 | 日曜 20:00 - 21:54 | 【制作局】                   | 【制作局】 |
| 北海道         | 北海道文化放送（uhb）     | フジテレビ系列 | 日曜 20:00 - 21:54 | フルネット                   | フルネット |
| 岩手県         | 岩手めんこいテレビ（mit） | フジテレビ系列 | 日曜 20:00 - 21:54 | フルネット                   | フルネット |
| 宮城県         | 仙台放送（OX）            | フジテレビ系列 | 日曜 20:00 - 21:54 | フルネット                   | フルネット |
| 秋田県         | 秋田テレビ（AKT）         | フジテレビ系列 | 日曜 20:00 - 21:54 | フルネット                   | フルネット |
| 山形県         | さくらんぼテレビ（SAY）   | フジテレビ系列 | 日曜 20:00 - 21:54 | フルネット                   | フルネット |
| 福島県         | 福島テレビ（FTV）         | フジテレビ系列 | 日曜 20:00 - 21:54 | フルネット                   | フルネット |
| 静岡県         | テレビ静岡（SUT）         | フジテレビ系列 | 日曜 20:00 - 21:54 | フルネット                   | フルネット |
| 石川県         | 石川テレビ（ITC）         | フジテレビ系列 | 日曜 20:00 - 21:54 | フルネット                   | フルネット |
| 福井県         | 福井テレビ（FTB）         | フジテレビ系列 | 日曜 20:00 - 21:54 | フルネット                   | フルネット |
| 近畿広域圏     | 関西テレビ（KTV）         | フジテレビ系列 | 日曜 20:00 - 21:54 | フルネット                   | フルネット |
| 島根県・鳥取県 | さんいん中央テレビ（TSK） | フジテレビ系列 | 日曜 20:00 - 21:54 | フルネット                   | フルネット |
| 岡山県・香川県 | 岡山放送（OHK）           | フジテレビ系列 | 日曜 20:00 - 21:54 | フルネット                   | フルネット |
| 広島県         | テレビ新広島（TSS）       | フジテレビ系列 | 日曜 20:00 - 21:54 | フルネット                   | フルネット |
| 愛媛県         | テレビ愛媛（EBC）         | フジテレビ系列 | 日曜 20:00 - 21:54 | フルネット                   | フルネット |
| 高知県         | 高知さんさんテレビ（KSS） | フジテレビ系列 | 日曜 20:00 - 21:54 | フルネット                   | フルネット |
| 福岡県         | テレビ西日本（TNC）       | フジテレビ系列 | 日曜 20:00 - 21:54 | フルネット                   | フルネット |
| 佐賀県         | サガテレビ（STS）         | フジテレビ系列 | 日曜 20:00 - 21:54 | フルネット                   | フルネット |
| 長崎県         | テレビ長崎（KTN）         | フジテレビ系列 | 日曜 20:00 - 21:54 | フルネット                   | フルネット |
| 熊本県         | テレビくまもと（TKU）     | フジテレビ系列 | 日曜 20:00 - 21:54 | フルネット                   | フルネット |
| 鹿児島県       | 鹿児島テレビ（KTS）       | フジテレビ系列 | 日曜 20:00 - 21:54 | フルネット                   | フルネット |
| 新潟県         | NST新潟総合テレビ（NST）  | フジテレビ系列 | 日曜 20:00 - 21:48 | 同時ネット （21:48飛び降り） | [ 注 14 ]  |
| 長野県         | 長野放送（NBS）           | フジテレビ系列 | 日曜 20:00 - 21:48 | 同時ネット （21:48飛び降り） | [ 注 15 ]  |
| 富山県         | 富山テレビ（BBT）         | フジテレビ系列 | 日曜 20:00 - 21:48 | 同時ネット （21:48飛び降り） | [ 注 16 ]  |
| 中京広域圏     | 東海テレビ（THK）         | フジテレビ系列 | 日曜 20:00 - 21:48 | 同時ネット （21:48飛び降り） | [ 注 17 ]  |
| 沖縄県         | 沖縄テレビ（OTV）         | フジテレビ系列 | 日曜 20:00 - 21:48 | 同時ネット （21:48飛び降り） | [ 注 18 ]  |